# Mười bốn Điểm của Woodrow Wilson

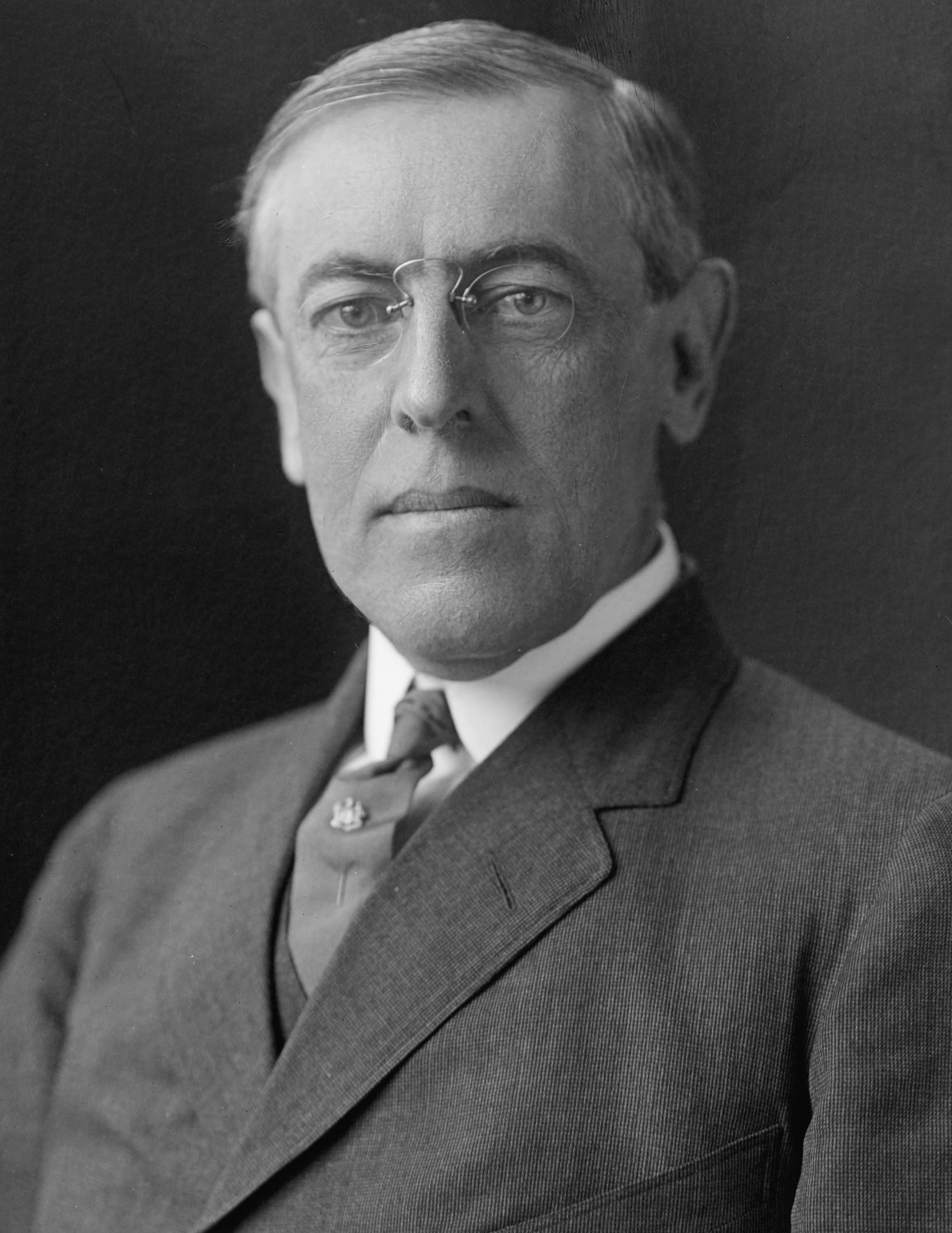
Woodrow Wilson

Mười bốn điểm (nguyên văn tiếng Anh: Fourteen Points) là một giải pháp hòa bình cho Chiến tranh thế giới thứ nhất do Tổng thống Hoa Kỳ Woodrow Wilson đề ra và trình bày trước Quốc hội Hoa Kỳ vào ngày 8 tháng 1 năm 1918. Tóm tắt lại, những nguyên tắc cơ bản được đề nghị là:
1. Đưa ra những hiệp định rõ ràng, không bí mật.
2. Tự do thông thương của các đại dương.
3. Bãi bỏ các rào cản kinh tế.
4. Cắt giảm vũ khí.
5. Dàn xếp các yêu sách của thuộc địa theo quyền lợi của các dân tộc bị trị.
6. Quân Đức rút khỏi Nga, quyền tự do về chính sách quốc gia cho Nga.
7. Quân Đức rút khỏi Bỉ, Bỉ là nước độc lập.
8. Quân Đức rút khỏi Pháp, Alsace-Loraine thuộc về Pháp.
9. Điều chỉnh biên giới Ý.
10. Các dân tộc của đế quốc Áo có quyền tự quyết.[1]
11. Quân Đức rời khỏi Rumani, Serbia và Montenegro, Serbia có một lối đi ra biển.
12. Các dân tộc của đế quốc Ottoman có quyền tự quyết, eo biển Dardanéllia cho phép tàu của mọi quốc gia.
13. Ba Lan độc lập, có một lối đi ra biển.
14. Thành lập một tổ chức quốc tế giữ gìn hòa bình.